# Spartakistička liga
| Rosa Luxemburg i Karl Liebknecht |  | Rosa Luxemburg i Karl Liebknecht |
| Rosa Luxemburg i Karl Liebknecht |  |                                  |

Spartakistička liga (njem. Spartakusbund) bila je njemačka revolucionarna marksističko-socijalistička skupina u Njemačkoj 1916. – 1919. Članovi skupine su nazivani spartakisti, a naziv su dobili po rimskom robu Spartaku koji je bio vođa ustanka protiv Rimljana 73. pr. Kr. 
Spartakističku liga su 1916. osnovali Rosa Luxemburg, Karl Liebknecht, Leo Jogiches i Clara Zetkin protiveći se SPD-eovoj proratnoj politici. Članovi lige bili se za građanski mir koji je SPD potpisao. Spartakistička liga se 1917. priključuju USPD-u (Neovisnoj socijaldemokratskoj stranci Njemačke) ali nastavljaju djelovati kao jedinstvena skupina unutar stranke. Na zahtjev Karla Liebknechta dolazi do promjene naziva u Spartakistička liga 1918. godine. Liga je djelovala aktivno tijekom njemačke revolucije u studenom 1918. Zalagali su se za uklanjanje vojske s vlasti, socijalizacije glavnih dijelova industrije i stvaranje njemačke sovjetske republike. 
Liga je reorganizirana 1919. godine a zajedno s drugim revolucionarnim skupinama činila je Komunističku partiju Njemačke. Rosa Luxemburg i Karl Liebknecht su bili sudionici Spartakističkog ustanka u Berlinu.  Ustanku se brutalno suprotstavila njemačka vlada na čelu s Friedrichom Ebertom uz pomoć ostataka njemačke carske vojske i desničarskih paravojnih trupa, Freikorpsa. Do 13. siječnja, ustanak je ugušen. Karla Liebknechta i Rosu Luksemburg su oteli vojnici Freikorpsa, i odveli ih u hotel Eden u Berlinu gde su ih mučili i ispitivali par sati, prije nego što su ih pogubili i njihova tijela bacili u kanal 15. siječnja 1919. godine.
Komunistička partija Njemačke je imala zastupnike u Reichstagu u periodu Weimarske Republike 1919. – 1933.